# Robert Gillon
Robert Paul Raymond Gillon (* 10. Dezember 1884 in Kortrijk; † 25. Juli in 1972 Kortrijk) war ein belgischer Schriftsteller, liberaler Politiker und dreimaliger Präsident des belgischen Senats.

## Leben
Nach dem Schulbesuch studierte er Rechtswissenschaft an der Universität Gent und war nach der Promotion zum Doktor der Rechtswissenschaften als Rechtsanwalt in seiner Geburtsstadt Kortrijk tätig.
1921 begann er als Liberaler auch seine politische Laufbahn mit der Wahl zum Mitglied des Provinzrates von Westflandern, dem er bis 1932 angehörte.
Anschließend wurde er 1932 als Mitglied des Senats kooptiert, dem er 39 Jahre bis 1971 angehörte. Während dieser Zeit war er drei Mal Präsident des Senats und zwar zunächst vom 26. April 1939 bis zum 8. November 1947. Für seine Verdienste während des Zweiten Weltkrieges wurde ihm bereits am 3. September 1945 neben einigen anderen Politikern der Ehrentitel eines Staatsministers verliehen.
Zwischen dem 8. November 1949 und dem 30. April 1950 sowie vom 5. Mai 1954 bis 29. April 1958 war er erneut Präsident des Senats.

## Veröffentlichungen
Gillon galt auch als großer Kenner Spaniens und reiste unter anderem nach Beginn des Spanischen Bürgerkrieges nach Spanien. Zu seinen wichtigsten Veröffentlichungen gehören:
- Visions d'Espagne et de Lusitanie, 1910
- Silhouettes espagnoles, 5 Bände, 1949–1955
- Opinions-beschouwingen, 1966